# فصل شکار (مجموعه فیلم)
فصل شکار (به انگلیسی: Open Season) مجموعه فیلمی ساختهٔ سونی پیکچرز انیمیشن است که در سال ۲۰۰۶ با ساخت فصل شکار شروع شد و با دنباله‌های فصل شکار ۲، فصل شکار ۳ و فصل شکار: ابله وحشت‌زده که هر سه فیلم ویدئویی به حساب می‌آیند ادامه یافت. همچنین یک فیلم کوتاه هم با نام بوگ و الیوت: حمله کلوچه‌ای شبانه در سال ۲۰۰۷ منتشر شد.

## فیلم‌ها

### فصل شکار (۲۰۰۶)
در شهر آرامی به نام تایمبرلاین، یک خرس اهلی گریزلی ۹۰۰ پوندی به نام بوگ روزی که یک نمایش تئاتر دارد با یک استرآهو به نام الیوت آشنا می‌شود که پس آن کل زندگی اش زیر و رو می‌شود و نمایش تئاتر او بخاطر الیوت کاملاً خراب می‌شود. رنجر بِث که صاحب بوگ است پس از وحشی شدن بوگ در تئاتر او را رام می‌کند اما بخاطر این کار بوگ، کلانتر گوردی به صاحب بوگ پیشنهاد می‌دهد که او را سه روز قبل از فصل شکار در پارک جنگلی شهر رها کند. اما وقتی فصل شکار فرا می‌رسد، بوگ و الیوت مجبور شدند با کمک دیگر حیوانات توانستند که جلوی شکارچیان را بگیرند. در پایان، بوگ تصمیم می‌گیرد در جنگل بماند و از بث (که برای بردن بوگ به خانه برگشته بود) خداحافظی می‌کند.

### فصل شکار ۲ (۲۰۰۸)
یک صبح آرام بهاری، اِلیوت برای عروسی خود با جیزل آماده می‌شود. اما الیوت سگی به نام آقای وینی را می‌بیند که همراه سگ‌های دیگر با نام‌های باب و بابی تبدیل به یک حیوان خانگی شده‌اند. الیوت با بوگ و بقیهٔ حیوانات داستان دست به یکی می‌کنند تا آقای وینی را به حالت اول برگردانند. در پایان، آقای وینی تصمیم می‌گیرد که یک بار دیگر حیوان خانگی بماند و با باب و بابی و دیگر افراد داخلی زندگی کند.

### فصل شکار ۳ (۲۰۱۰)
الیوت دیگر خانواده دار شده و اکنون صاحب یک بچه است و دیگر نمی‌تواند با بوگ وقت بگذراند. بوگ سپس با دیدن یک پوستر تصمیم می‌گیرد به یک سیرک روسی برود. او در آنجا با یک لاما به نام آلیستر، یک خرس دختر با نام اورسا (که با او دوست می‌شود) و یک خرس بسیار شبیه به او که خیلی هم بدجنس است به نام دوگ آشنا می‌شود. با فریب خودن بوگ توسط دوگ، الیوت و دوستان بوگ به کمک او می‌آیند تا او را برگردانند. در پایان هم اورسا بخاطر زیرا بوگ نمی‌خواست الیوت و دوستانش را ترک کند تصمیم می‌گیرد با بوگ و دوستانش زندگی کند

### فصل شکار: ابله وحشت‌زده (۲۰۱۵)
وقتی یک موجود ناشناس با گرگینه اشتباه گرفته می‌شود، شکارچی که قبلاً در فصل یک آمده بود، دوباره برمیگردد و به بهانهٔ آن موجود فصل شکار را آغاز می‌کند. بوگ، الیوت و آقای وینی با دیدن این وضعیت خطرناک، تصمیم می‌گیرند تا راز گرگینه را کشف کنند و فصل شکار را به اتمام برسانند.

### پنجمین فیلم احتمالی
فیس (کارگردان قسمت چهارم) در مصاحبه ای با سایت ComicBook.com در سال ۲۰۱۶، به احتمال ساخت پنجمین فیلم اشاره کرد و گفت: "شما هرگز نمی‌توانید خیلی مطمئن باشید، اما من احساس می‌کنم که ما شاهد فصل شکار ۵ خواهیم بود. همه از شخصیت‌ها و فیلم و نحوه نمایش آن‌ها خوششان می‌آید، بنابراین اگر فصل شکار ۵ وجود نداشته باشد، تعجب می‌کنم. من می‌دانم که مردم می‌خواهند کار دیگری انجام دهند. "

## فیلم کوتاه

### بوگ و الیوت: حمله کلوچه ای شبانه (۲۰۰۷)
در سال ۲۰۰۷ یک فیلم کوتاه با عنوان بوگ و الیوت: حمله کلوچه ای شبانه در قالب دی‌وی‌دی و بلوری درکنار فیلم فصل شکار منتشر شد.

## بازی ویدئویی
- فصل باز یک بازی ویدئویی است که بر اساس اولین فیلم ساخته شده‌است و توسط یوبی‌سافت در ۱۸ سپتامبر ۲۰۰۶ برای پلی‌استیشن ۲، پلی‌استیشن همراه، مایکروسافت ویندوز، گیم بوی ادونس، اکس‌باکس، اکس‌باکس ۳۶۰، نینتندو دی‌اس و گیم‌کیوب معرفی شد.[۳] همچنین نسخهٔ وی در ۳۰ نوامبر ۲۰۰۶ منتشر شد.[۴]